# ロンドン地下鉄1983形電車
ロンドン地下鉄1983形電車(英:London Underground 1983 Stock)は1984年から1998年まで使用されたロンドン地下鉄のジュビリー線用の電車である。ロンドン地下鉄の2種類ある車両サイズのうち、小さいほうのサイズの車両群(チューブ)に属する。

## 概要
1983形電車はジュビリー線で運用されていた1972形電車2次車を置き換え、1972形電車をベーカールー線に転用する目的で製造され、同時期に製造されたディストリクト線用D78形電車のチューブ版と位置付けられることが多い。当初はジュビリー線の延伸に合わせて60編成以上の製造が計画されたが、チャリング・クロス以南の延伸が中止されたこと、1980年代中期の乗客減により、3両ユニット2組を組み合わせた6両15編成が1次車(batch I)として製造され、1984年から1985年にかけて投入された。その後1980年代後期に乗客数が上向いたことから、16編成と3両の2次車(batch II)が追加製造され、1987年から1988年にかけて入線した。1993年にジュビリー線の延伸が決定すると、当初1983形電車に更新工事を施して延伸区間用に新製される1996形電車と併せて使用されることが計画されたが、主電動機、補助電源用電動発電機などに問題を抱え、片開き扉のため乗降に時間がかかる1983形電車に中央扉の両開き扉化等の大規模な更新工事を施した場合、車両新製と10%程度しか費用が変わらないと試算されたことから、1983形電車は全車が1996形電車に置き換えられ、1998年7月までに運用からはずされた。2次車を中心に多くの編成がロンドン各地に留置され、ピカデリー線への転用なども検討されたが、実現することのないまま2008年現在も一部の車両が残存している。本文中の車両形式略号などはロンドン地下鉄の車両形式および車両番号の付与方法を参照のこと。

## 外観
アルミ無塗装の車体で、先頭部の下半分のみが赤く塗装されている。片側4扉で、運転台付車両は車端の扉1枚分が運転室となるため3扉。1938形電車以降のチューブ車両としては唯一全扉が片開きである。1次車と2次車の外観上の相違はロンドン地下鉄のシンボルマークが1次車は赤一色である一方、2次車は青と赤である程度。

## 内装

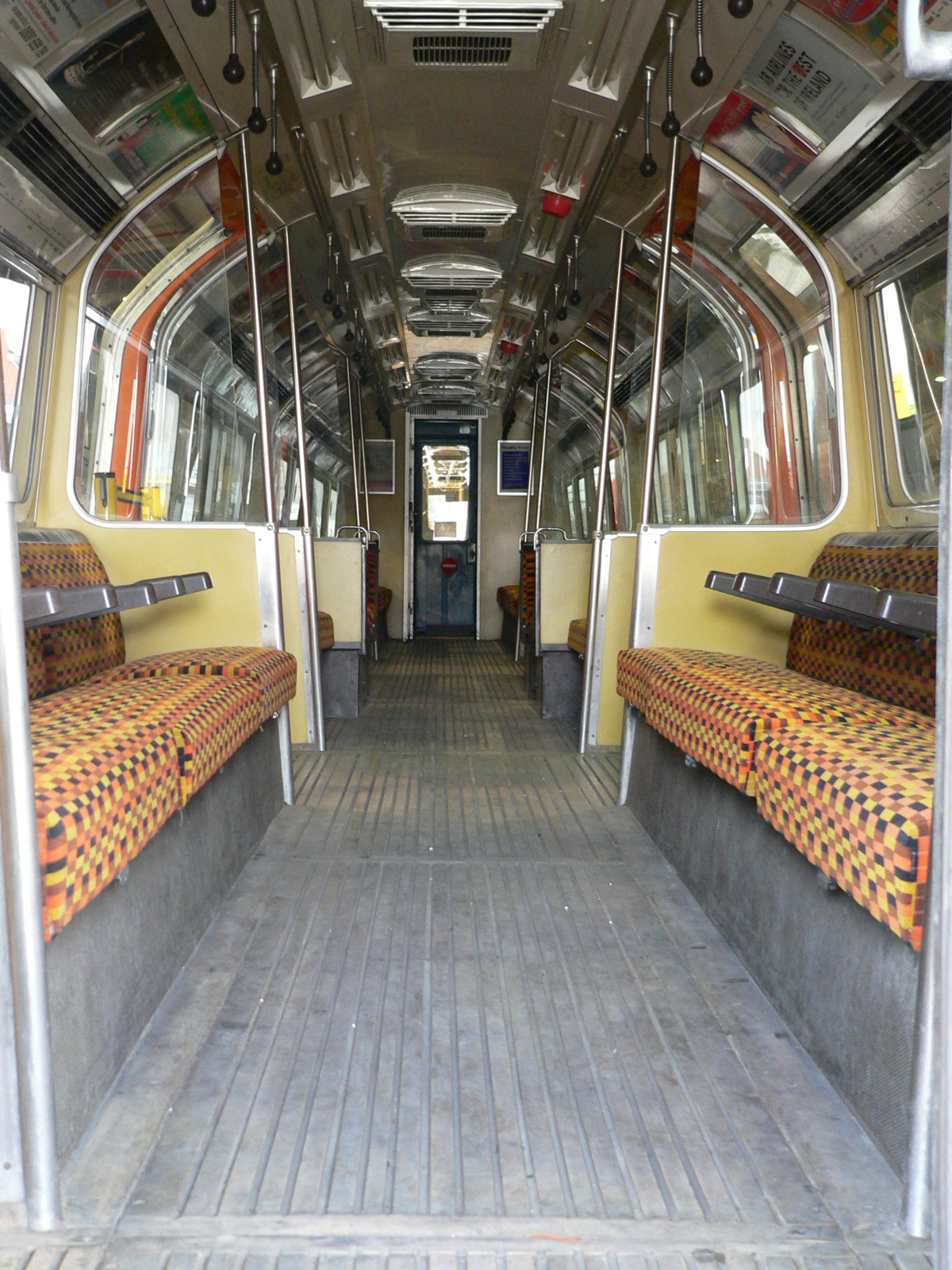
1983形電車の車内（保存車両）

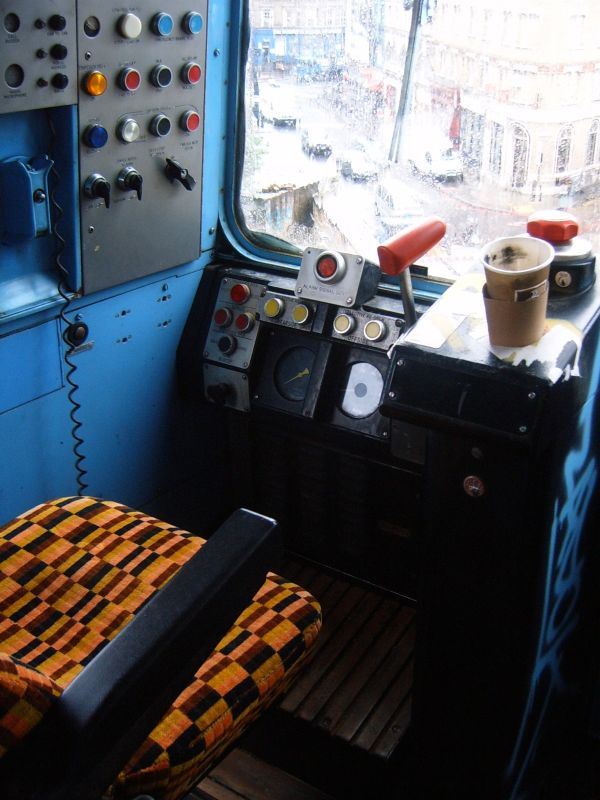
1983形電車の運転室（保存車両）

各車両の中央部に左右各一組のボックスシートを備える以外はロングシート。薄茶色の壁、ドア付近はオレンジ、オレンジと黒のシート表地であり、同時期製造のD78形電車と同様の色彩である。運転室の内装は薄青色で、1次車全車と2次車の5本はワンマン運転導入前に運用開始したため車掌乗務に対応した設備があるが、1988年3月のワンマン運転開始以降に導入された車両にはこの設備がなかった。

## 編成
3両ユニット2本を組み合わせた6両編成で運用され、DM-T-DM+DM-T-DMの編成を組む。1次車と2次車のユニットを組み合わせて使用することができた。左側が北側(Aエンド)、右側が南側(Dエンド）である。
1983形電車の番号体系は下表の通り。ユニットを組む車両の下2桁の番号は同一、下二桁01-30が1次車、31-63が2次車である。
| 'A' DM      | T           | 'D' DM      |
| ----------- | ----------- | ----------- |
| 3601 - 3663 | 4601 - 4663 | 3701 - 3763 |

1次車の最後の5ユニットのT車、4626-4630は防氷装置つき。

## 保存車両
ロンドン交通博物館アクトン車庫に3734号車が保存され、2両がブロード・ストリート駅跡でスタジオとして利用されている。

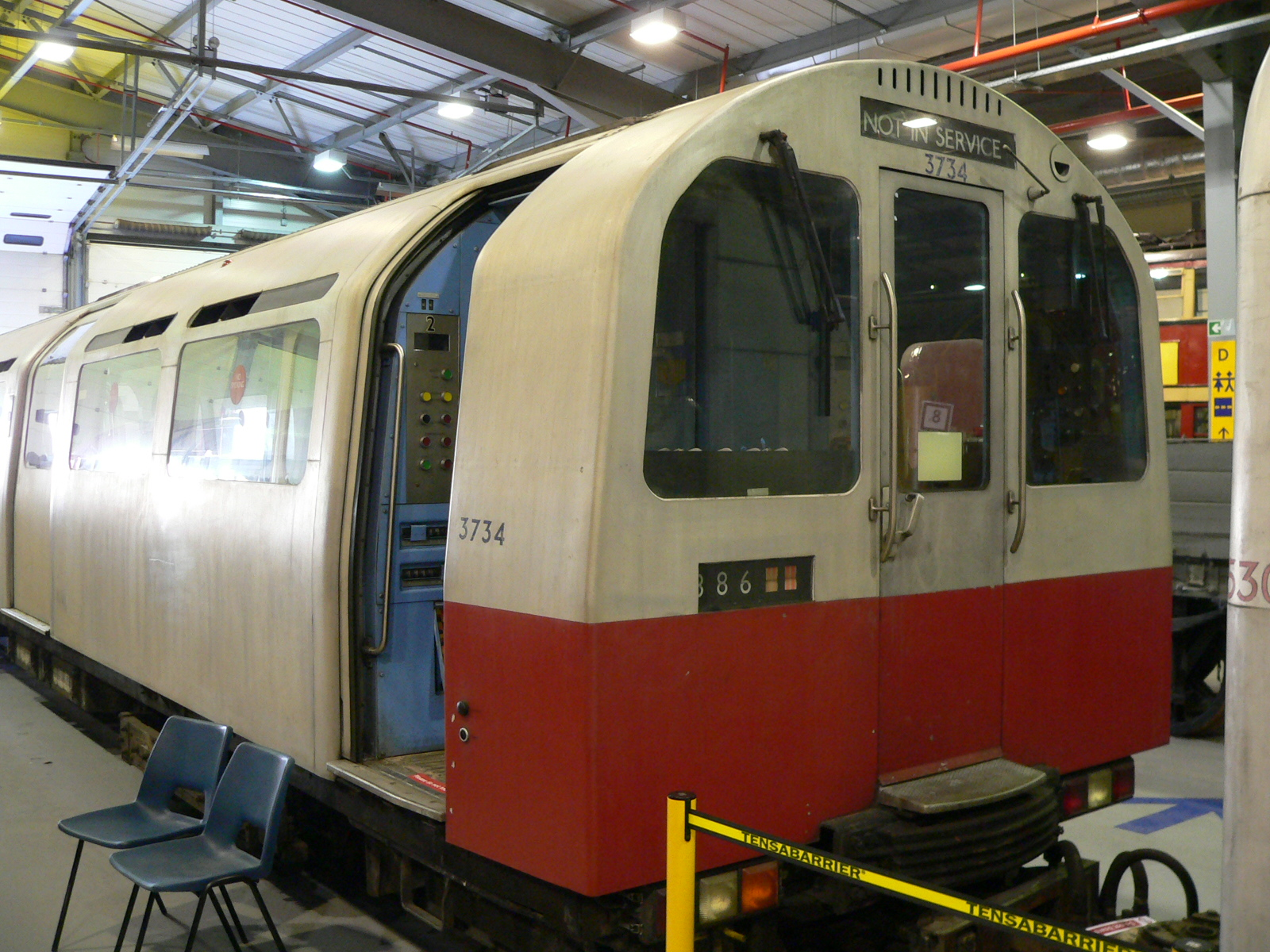
ロンドン交通博物館アクトン車庫の保存車両
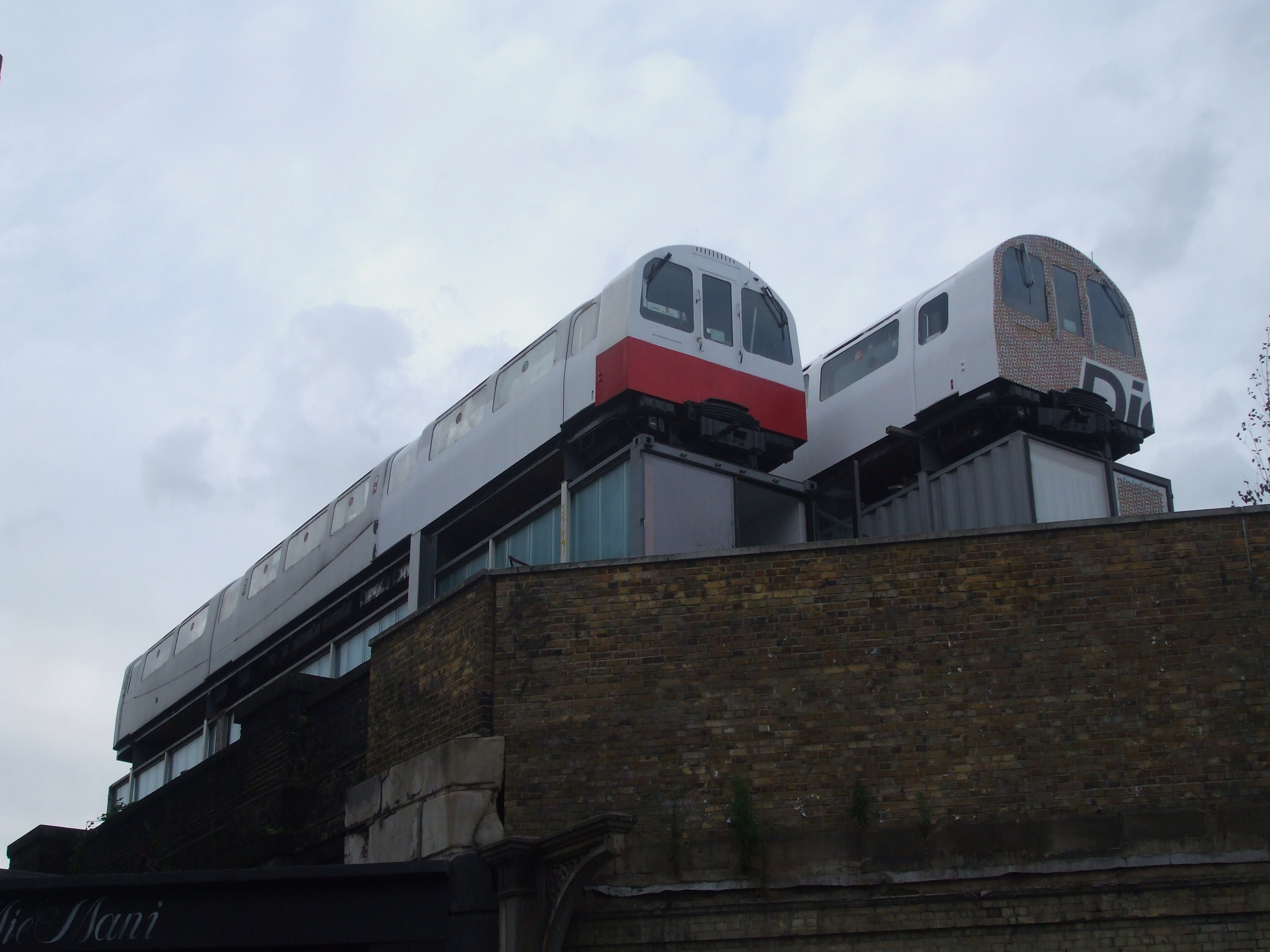
スタジオとして利用されている車両

## 参考資料
- “1983 Tube Stock”.   Squarewheels.org.uk. 2011年2月4日閲覧。
- “Rolling Stock”.   Tubeprune. 2011年2月4日閲覧。
- Brian Hardy 1983 Tube Stock, London Underground Rolling Stock 14th Edition, Capital Transport published in 1997 ISBN 1854141937